# Rina Ketty

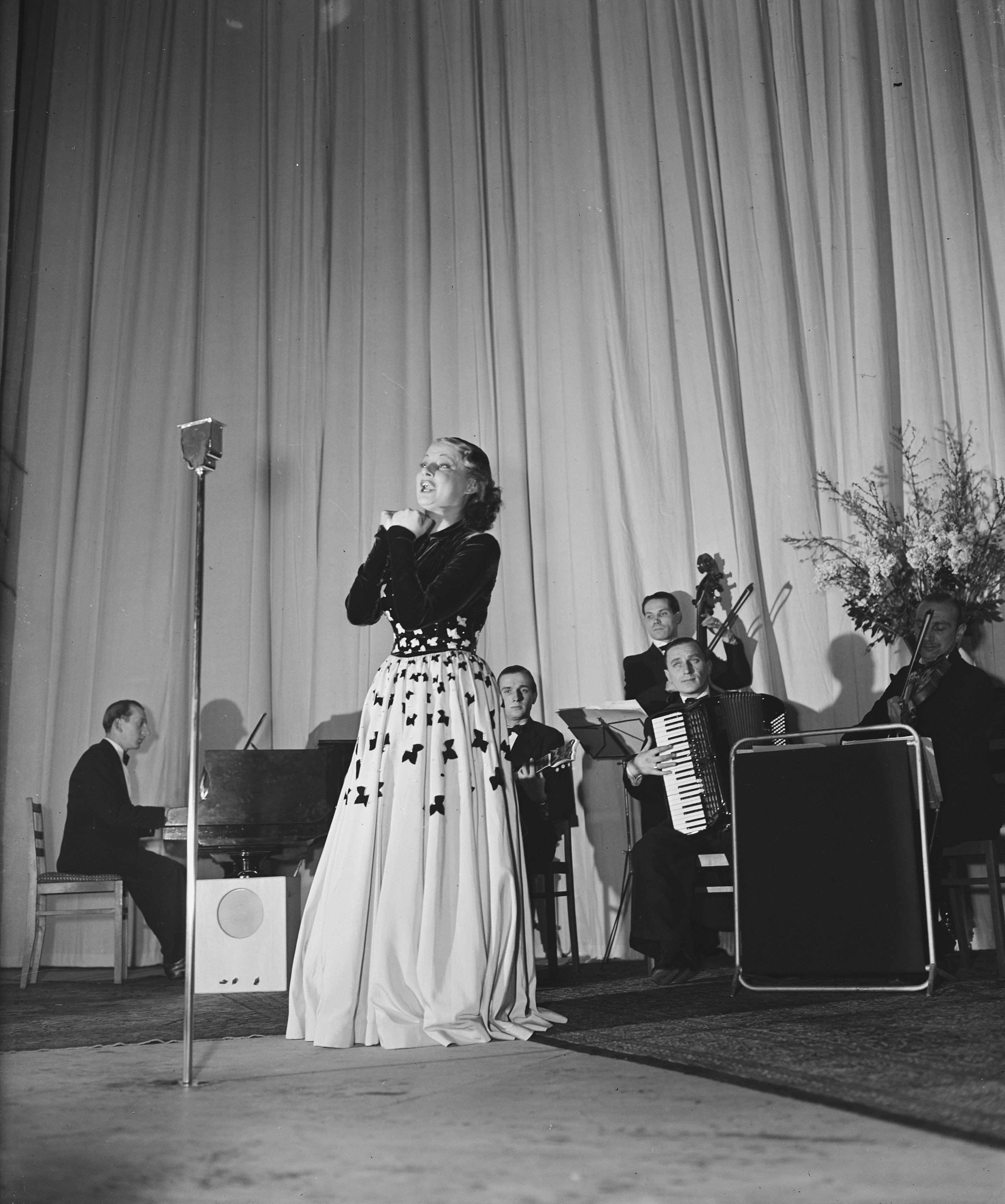
Rina Ketty (Amsterdam, 1946)

Rina Ketty (* 1. März 1911 in Sarzana; † 16. Dezember 1996 in Cannes; eigentlich Cesarina Picchetto) war eine französische Chansonsängerin italienischer Herkunft. Insbesondere durch das Chanson J'attendrai erlangte sie während des Zweiten Weltkriegs bei den Alliierten und den Soldaten der Achsenmächte große Bekanntheit.

## Leben
In verschiedenen Quellen wird behauptet, dass Rina Ketty in Turin, Italien, geboren wurde. Tatsächlich wurde sie jedoch in Sarzana, einer Kleinstadt in Ligurien, im Stadtteil Vetraia geboren. Ihre Geburtsurkunde mit der Nummer 586 wird in der Pfarrei Saint André aufbewahrt.
Rina Ketty kam in den dreißiger Jahren nach Paris. 1938 heiratete sie den Akkordeonspieler Jean Vaissade, der die Musik zu dem Lied „Sombreros et mantilles“ komponiert hatte. 1940 ließen sie sich scheiden.
1951 heiratete sie ihren zweiten Mann „Jo“ Marcel Harman, zog sich vorübergehend aus der Szene zurück, und widmete sich dem Restaurant, das sie mit Jo zusammen in Cannes eröffnet hatte.
1991 erhielt sie von Kulturminister Jack Lang den Ordre des Arts et des Lettres. Ihr Mann Jo Harman starb 1994. Ihr allerletztes Konzert war im März 1996. Sie starb am 23. Dezember 1996 im Krankenhaus von Broussailles in Cannes.

## Karriere
1938 und 1939 schaffte sie mit den Titeln Sombreros et Mantilles und J'attendrai (dt.: „Ich werde warten“) des italienischen Komponisten Dino Olivieri zwei große Erfolge (vergleichbar mit Lili Marleen von Lale Andersen und vielleicht We’ll Meet Again von Vera Lynn). Während ihre Chansons im Zweiten Weltkrieg sehr populär waren, gelang es ihr nicht, nach 1945 an diese Erfolge anzuknüpfen.
1954 zog sie nach Kanada, kehrte aber 1965 nach Frankreich zurück. Doch auch diesmal blieb ihr ein Comeback versagt.
Zu den Neu-Interpreten ihrer Lieder zählten auch Mari Trini und Dalida. Der Titel J'attendrai wurde im deutschen Antikriegsfilm Das Boot (1981), im Hörspiel Arc de Triomphe nach dem gleichnamigen Buch von Erich Maria Remarque sowie in dessen Verfilmung 1985 verwendet. Hier singt Lesley-Anne Down das Lied. Zudem wird J'attendrai in den Filmen Ein schönes Mädchen wie ich (1972) und Der Soldat James Ryan (1998) verwendet. Der Titel wurde im Jahre 2005 durch die Verwendung im Werbespot Crashtest des französischen Automobilherstellers Renault wieder bekannt.
Im Jahr 2006 wurde der Asteroid (6705) Rinaketty nach ihr benannt.

## Werke
- 1938 – Sombreros et mantilles
- 1938 – J’attendrai
- 1939 – Little Sir Echo[6]
- 1939 – Sérénade près de Mexico
- 1948 – Sérénade argentine
- 1950 – La Roulotte des gitans